# Susann McDonald
Susann McDonald (Rock Island, Illinois, 1935. május 26. – 2025. május 29.) amerikai születésű, klasszikus zenét játszó hárfaművész. Sikeres előadói pályafutása mellett számos hangfelvételt készített és jelentős tudományos, oktatói, valamint szervezői munkát fejtett ki.

## Élete
Chicagóban és New Yorkban tanult, majd 15 évesen a párizsi Conservatoire hallgatója lett, ahol Henriette Renié és Lily Laskine voltak a tanárai. 1955-ben első amerikaiként megnyerte a Premiere Prix de Harpe díjat. Nem sokkal ezután, 1959-ben megnyerte az első Nemzetközi Izraeli Hárfaversenyt (International Harp Competition in Israel), amely egyben az első hárfás verseny is volt a világon. 1970-ben zsűriként tért vissza erre a rendezvényre. Ebben az időben audiencián fogadta őt Julianna, Hollandia királynője, ami után szólókoncertet adott a Concertgebouwban.
Korai éveitől kezdve számos koncertúton járt. Eljutott Izraelbe, Hollandiába, Dél-Amerikába és Kanadába, továbbá Európába, ahol rádiós és televíziós felvételeket készítettek vele. Közben az akadémiai pályafutása is megkezdődött. Az Arizonai Egyetem és a Kaliforniai Egyetem (Los Angeles) hárfatanszékeit párhuzamosan vezette. 1975-től 1985-ig a New York-i Juilliard School hárfatanszékének volt a vezetője. Ezt követően meghívták a bloomingtoni Indianai Egyetem Jacobs School of Music intézetébe, ami a legnagyobb hárfatanszék a világon. Nem sokkal később tiszteletbeli professzor címet (Distinguished Professor of Music) kapott itt.
Több hárfás szervezet életében is kiemelkedő szerepet játszott. Ő a Nemzetközi Hárfaszövetség (World Harp Congress) művészeti igazgatója, a Hárfások Nemzetközi Szövetsége (Association Internationale des Harpistes) tiszteletbeli elnöke, valamint az Amerikai Nemzetközi Hárfaverseny (USA International Harp Competition) alapítója és zenei igazgatója.
Tanítványa volt többek között Nancy Allen, Gaál Erzsébet, Cristina Braga, Sirin Pancaroğlu, Anna-Maria Ravnopolska-Dean, María Luisa Rayan-Forero, Jessica Suchy-Pilalis, JoAnn Turovsky, Naoko Yoshino, Kristie Smith és Natalie Salzman. Egyik legkitűnőbb tanítványa Florence Sitruk.
2002. október 31-én tűz emésztette el bloomingtoni otthonát, amit az orgonista Diane Bish-sel osztott meg. Számos személyes tárgya mellett elpusztult Yamaha zongorája és Rodgers digitális orgonája, de több díjazott hárfáját megmentették a tűzoltók. Személyi sérülés nem történt.

## Felvételei
1966-ban részt vett Joseph Frederick Wagner vokális és instrumentális koncertfelvételeinek az elkészítésében. A korai 70-es években Jan Ladislav Dussek és Antonio Rosetti hárfaszonátáit rögzítette az Orion Records-nál. Ezek a felvételek napjainkban is elérhetők CD-n a Marquis Music kiadásában.
A Delos International kiadónál megjelent lemezein kampós- (népi) és pedálhárfákon játszott. Feldolgozta a tradicionális francia hárfairodalmat. Louise Di Tullio-val hárfa-fuvola kettőst játszott. A Klavier Records-nál Louis Spohr és 20. századi szerzők darabjait játszotta. Diana Bish-sel egyedi orgonazenés felvételt készített az Allen Organ Company-nak, az oboista Allan Vogellel pedig Rózsa Miklós zenéjét vették fel Bay Cities címmel, s szólókat játszott fel a Boite a Musique-nak. A Music Works-Harp Editions-nek feldolgozta a 20. századi zeneirodalmat. 

## Fordítás
- Ez a szócikk részben vagy egészben a Susann McDonald című angol Wikipédia-szócikk ezen változatának fordításán alapul.  Az eredeti cikk szerkesztőit annak laptörténete sorolja fel. Ez a jelzés csupán a megfogalmazás eredetét és a szerzői jogokat jelzi, nem szolgál a cikkben szereplő információk forrásmegjelöléseként.